# Roberto Schnorrenberg

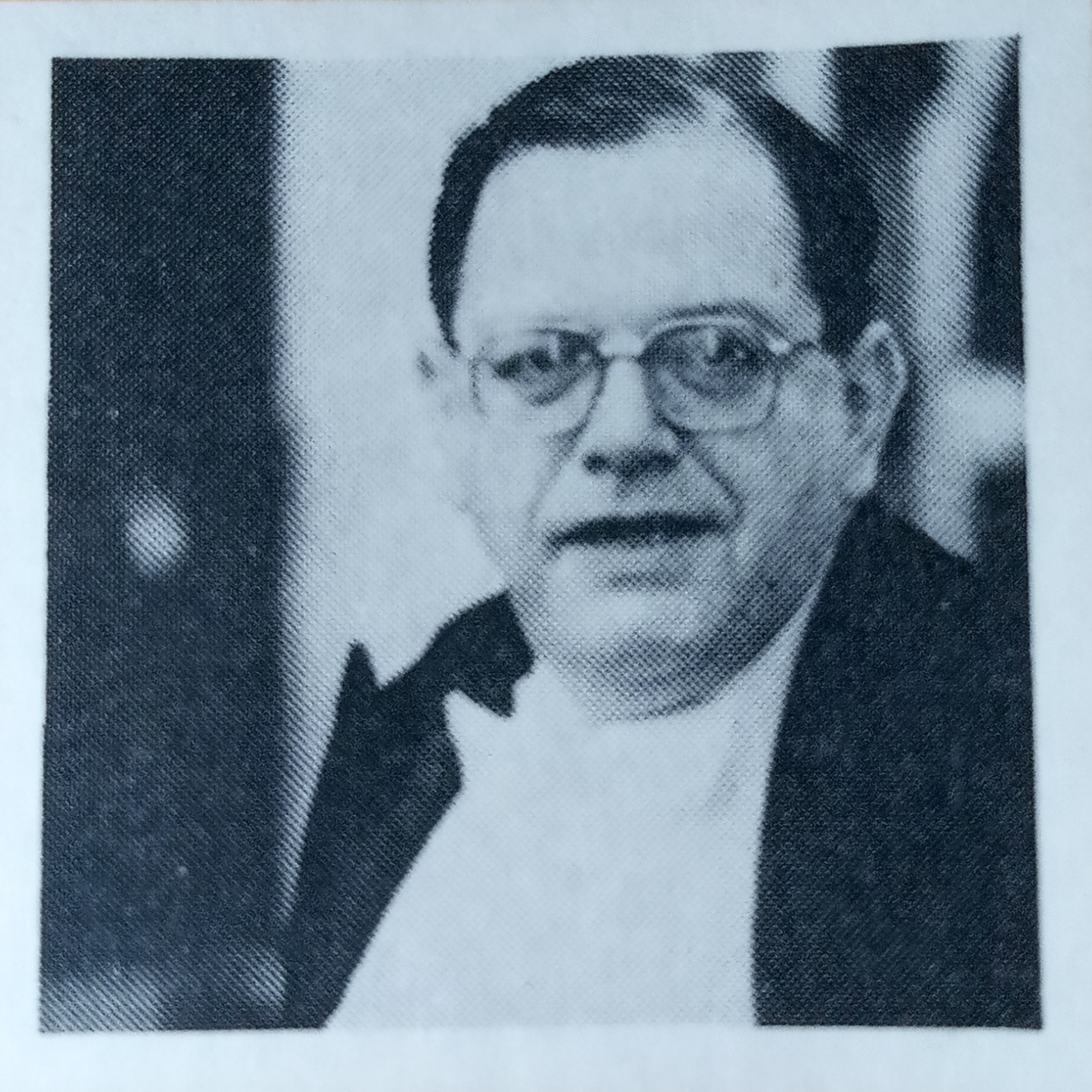
Foto de Schnorrenberg no encarte de LP de 1982 da Camerata Antiqua de Curitiba.

Roberto Schnorrenberg (São Paulo, 23 de julho de 1929 — São Paulo, 10 de outubro de 1983) foi um maestro brasileiro.

## Biografia
Nascido em São Paulo a 23 de junho de 1929, Roberto Schnorrenberg obteve formação escolar clássica em Liège, Bélgica, onde sua família morava. Em 1937, aos oito anos de idade, retornou ao Brasil, mas continuou sendo educado em francês e inglês. Schnorrenberg obteve iniciação musical com o estudo de violino em 1940, levando-o rapidamente à condição de solista da Orquestra da St. Paul's School, escola em que concluiu seus estudos secundários na cidade de São Paulo. Em 1946, ainda em solo paulista, Schnorrenberg conheceu Koellreutter, com quem estudou contraponto, fuga e outros tópicos da música. A relação de aprendizado entre os dois músicos seguiu-se até final da década de 1950.
Em 1954 Schnorrenberg novamente viajou à Europa e matriculou-se no Mozarteum de Salzburgo, Áustria, no qual estudou regência e apresentou-se como instrumentista e regente em inúmeras oportunidades. Uma vez formado, fundou a orquestra de câmara Música Viva em Bruxelas, Bélgica, inspirado por movimento de mesmo nome iniciado por Koellreutter no Brasil - até o fim da década realizou algumas turnês com tal orquestra, com reconhecimento por toda a Europa.
De volta ao Brasil em 1958, Schnorrenberg assumiu a diretoria da Escola Livre de Música de São Paulo a convite do diretor Theodor Heuberger, a vice-diretoria da Escola Livre de Música do Rio de Janeiro e participou de concursos e oficinas de música em várias cidades brasileiras.
Foi regente do Collegium Musicum de São Paulo, de 1964 a 1983, com o qual obteve, nos anos de 1964 e 1965, o prêmio de melhor conjunto coral da Associação Paulista dos Críticos de Arte (APCA).
Era formado em história e geografia pela Universidade de São Paulo, e estudou violino, regência e composição no Brasil, aperfeiçoando-se depois na Alemanha.